# Can Ramon (Sant Pere de Ribes)
Can Ramon és una masia de Sant Pere de Ribes (Garraf) protegida com a Bé Cultural d'Interès Local.

## Descripció
Masia situada als peus del Puig Montgròs, a mestral del nucli de Ribes. És un edifici aïllat de planta irregular que es compon de diversos volums superposats. Consta de planta baixa, pis i golfes i té la coberta a dues vessants amb el carener paral·lel a la façana. El frontis es compon simètricament segons tres eixos, dels quals el central és de superior en alçada. La planta baixa té un portal d'arc escarser de pedra, amb un portal d'arc de mig punt amb brancals de pedra en un costat i una finestra d'arc pla arrebossat a l'altre. Al primer pis hi ha tres finestrals d'arc pla arrebossat amb un rellotge de sol intercalat datat del 1816, mentre que les golfes s'obren amb tres galeries, de cinc pòrtics d'arc de mig punt al cos central i de tres pòrtics als laterals. A la façana de gregal hi ha adossat un cos d'un sol nivell d'alçat que està coronat amb una fila d'arcs escarsers ceràmics. El celler de planta rectangular i de notables dimensions està adossat a la façana posterior. L'acabat exterior és arrebossat i pintat de color blanc al volum principal, amb les obertures emmarcades de color groc al frontis, i de pedra vista a la resta. A l'interior s'hi conserva una porta d'arc de mig punt adovellat, un arc de mig punt de pedra davant l'entrada i un arc de diafragma apuntat a la part posterior, que per la seva tipologia constructiva es poden situar dins el període baix medieval. Al costat del portal hi ha una antiga base de premsa i en una vinya darrera la casa s'observa l'antic pou i més enllà un llentiscle centenari. Com a curiositat, hem d'apuntar que algunes de les pedres dels murs de la casa contenen fòssils, molt abundants a la zona.
Observacions: El vi que s'hi produeix s'etiqueta sota la denominació "Finca Can Ramon Viticultors del Montgrós".

## Història
Antigament la masia era coneguda com a Mas Agullons o Mas Pedrosa. Durant el segle xvii en va ser propietari Ramon Almirall del Carç, que va passar a donar-li nom. Segons consta en el llibre d'Apeo de l'any 1847, la masia de Can Ramon pertanyia a Antoni Querol i Planas. El mas va ser restaurat en diverses ocasions, la darrera a finals del segle XX per habilitar-la com a celler.